# Pelochyta albotestaceus
Pelochyta albotestaceus là một loài bướm đêm thuộc phân họ Arctiinae, họ Erebidae.